# Устойчивое развитие

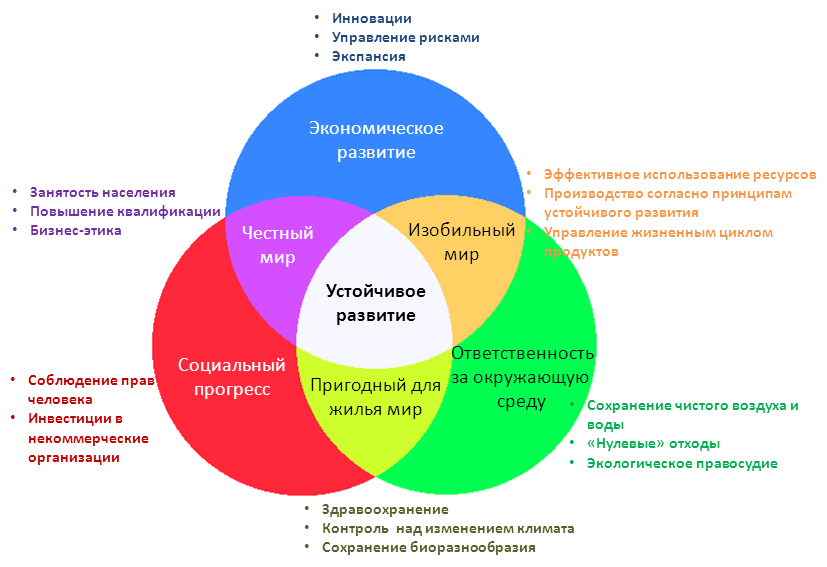
Составные части устойчивого развития

Усто́йчивое разви́тие (англ. sustainable development), также гармони́чное разви́тие, сбаланси́рованное разви́тие — процесс экономических и социальных изменений, при котором природные ресурсы, направление инвестиций, ориентация научно-технического развития, развитие личности и институциональные изменения согласованы друг с другом и укрепляют нынешний и будущий потенциал для удовлетворения человеческих потребностей и устремлений.
Во многом речь идёт об обеспечении качества жизни людей.

## Специфика термина
Разные авторы уже не раз отмечали неточность русского перевода зарубежного выражения (англ. sustainable development, фр. développement durable, нем. nachhaltige Entwicklung). Действительно, в русском языке «устойчивое развитие» означает скорее «постоянный рост». В то же время с других европейских языков это трактуется значительно шире:
- англ. sustainable — устойчивый, жизнеспособный; экологически рациональный[1], обеспечивающий учёт будущих потребностей[2]; development — развитие, рост, совершенствование, эволюция, изложение, раскрытие, результат, предприятие, обрабатываемый участок земли, разработка, производство[3];
- фр. développement — развитие; durable — прочный, долговременный, длительный, длительного пользования, долговечный, надёжный;
- нем. nachhaltige — устойчивый; Entwicklung — развитие, проявление, разработка, создание, конструкция, развёртывание, изменение, конструирование, модернизация, проект, проектирование.

В таком контексте перевод термина должен иметь более узкий смысл — развитие «продолжающееся» («самодостаточное»), то есть такое, которое не противоречит дальнейшему существованию человечества и поддержанию этого же направления развития.
Устойчивое развитие модели использования ресурсов подразумевает удовлетворение потребностей человека при сохранении окружающей среды, при этом эти потребности могут быть удовлетворены не только для настоящего, но и для будущих поколений. Комиссия Брундтланд придумала определение устойчивого развития, которое стало наиболее цитируемым — это «удовлетворение потребностей нынешнего поколения, без ущерба для возможности будущих поколений удовлетворять свои собственные потребности».
Комиссия Брундтланд, официально — Всемирная комиссия по окружающей среде и развитию (англ. WCED), известная по имени председателя Гру Харлем Брундтланд, была созвана ООН в 1983 году. Комиссия была создана в результате растущей озабоченности «по поводу быстрого ухудшения состояния окружающей среды, человека и природных ресурсов, и последствий ухудшения экономического и социального развития». При создании комиссии Генеральная Ассамблея ООН признала, что экологические проблемы носят глобальный характер, и определила, что это отвечает общим интересам всех стран по разработке политики для устойчивого развития.
Ещё в 1970-е годы «устойчивость» используется для описания экономики «в равновесии с основными экологическими системами поддержки». Экологи указывают на «пределы роста» и представляют в качестве альтернативы «устойчивое состояние экономики» в целях решения экологических проблем.
«Пределы роста» — книга моделирования последствий быстрого роста населения земного шара и конечной поставки ресурсов, изданная по заказу Римского клуба. Её авторы: Донелла H. Медоус (Donella N. Meadows), Деннис Л. Медоус (Dennis L. Meadows), Йёрген Рандерс (Jørgen Randers), и Вильям В. Беренс III (William W. Berens). В книге предпринята попытка моделирования последствий взаимодействия Земли и человека, представлены некоторые проблемы и предсказания преподобного Томаса Роберта Мальтуса в «Эссе о законе народонаселения» (1798). В первоначальной модели были рассмотрены пять переменных в предположении, что экспоненциальный рост точно описал свои модели роста, и что способность технологий для повышения доступности ресурсов растёт только линейно. Эти переменные: мировое население, индустриализация, загрязнения окружающей среды, производство продовольствия и истощение ресурсов. Авторы планировали рассмотреть возможность устойчивого обратного шаблона, который может быть достигнут путём изменения тенденции роста среди пяти переменных. Последний обновлённый вариант был опубликован 1 июня 2004 года под названием «Пределы роста: 30 лет». Донелла Луга, Жорден Рандерс, и Деннис Медоус обновили и расширили первоначальную версию. В 2008 году Грэм Тернер на уровне Содружества по научным и промышленным исследованиям (CSIRO) в Австралии опубликовала статью под названием «Сравнение „Пределов роста“ с тридцатилетней реальностью». В нём рассматриваются последние 30 лет реальности и предсказаний, сделанных в 1972 году, и обнаружено, что изменения в области промышленного производства, производства продуктов питания и загрязнения окружающей среды соответствуют предсказаниям книги экономического и социального краха в XXI веке.
В модели роста Солоу (назван в честь Роберта Солоу), стационарное состояние является в долгосрочной перспективе результатом модели. Термин обычно относится к национальной экономике, но могут применяться для экономики города, региона или всей планеты.
Согласно рассуждениям академика Н. Н. Моисеева, смысл идеи выражает термин «коэволюция человека и биосферы», что является почти синонимом «ноосферы» В. И. Вернадского. С такой точки зрения более точным переводом «sustainable development» может быть «совместное развитие».
П. Омаджи, глава консорциума университетов «Недра Африки», экс-ректор Адмиралтейского университета Нигерии, отмечал в 2024-м году: «Насколько я знаю и в России, и, тем более, на Западе этот термин ассоциируется, прежде всего, с экологией, но на самом деле его смысл гораздо глубже. Ведь в числе первых семи целей — ликвидация нищеты и голода, а также всеобщий доступ к качественному образованию, чистой воде и недорогостоящей энергии».

## История

### Начало — 1970-е
Концепция устойчивого развития стала логичным переходом от экологизации научных знаний и социально-экономического развития, бурно начавшимся в 1970-е годы. Вопросам ограниченности природных ресурсов, а также загрязнения окружающей среды, которая является основой жизни, экономической и любой деятельности человека, в 1970-е годы был посвящён ряд научных работ. Реакцией на эту озабоченность было создание международных неправительственных научных организаций по изучению глобальных процессов на Земле, таких как Международная федерация институтов перспективных исследований (ИФИАС), Римский клуб (с его докладом «Пределы роста»), Международный институт системного анализа, а в СССР — Всесоюзный институт системных исследований.
Назаретян А. П. считает, что концепции «устойчивого развития» в 1970—1980-х годах «походили на врачебные рекомендации по продлению агонии обречённого пациента». Многие варианты подобных концепций для преодоления экологических и продовольственных кризисов предлагали форсированно сократить население планеты.

#### Конференция в Стокгольме
Проведение в 1972 году в Стокгольме Конференции ООН по окружающей человека среде и создание Программы ООН по окружающей среде (ЮНЕП) ознаменовало включение международного сообщества на государственном уровне в решение экологических проблем, которые стали сдерживать социально-экономическое развитие. Стала развиваться экологическая политика и дипломатия, право окружающей среды, появилась новая институциональная составляющая — министерства и ведомства по окружающей среде.

### 1980-е — наст. время
В 1980-х годах стали говорить об экоразвитии, развитии без разрушения, необходимости устойчивого развития экосистем. Всемирная стратегия охраны природы, принятая в 1980 году, впервые в международном документе содержала упоминание устойчивого развития. Вторая редакция ВСОП получила название «Забота о планете Земля — Стратегия устойчивой жизни» и была опубликована в октябре 1991 года. В ней подчёркивается, что развитие должно базироваться на сохранении живой природы, защите структуры, функций и разнообразия природных систем Земли, от которых зависят биологические виды. Для этого необходимо: сохранять системы поддержки жизни (жизнеобеспечения), сохранять биоразнообразие и обеспечить устойчивое использование возобновляемых ресурсов. В эти же годы появились исследования по экологической безопасности как части национальной и глобальной безопасности.
В 1980-е годы Программа ООН по окружающей среде (ЮНЕП) призывала к необходимости перехода к «развитию без разрушения». В 1980 году впервые получила широкую огласку концепция устойчивого развития во Всемирной стратегии сохранения природы, разработанной по инициативе ЮНЕП, Международного союза охраны природы (МСОП) и Всемирного фонда дикой природы. В 1987 году в докладе «Наше общее будущее» Международная комиссия по окружающей среде и развитию (МКОСР) уделила основное внимание необходимости «устойчивого развития», при котором «удовлетворение потребностей настоящего времени не подрывает способность будущих поколений удовлетворять свои собственные потребности». Эта формулировка понятия «устойчивое развитие» сейчас широко используется в качестве базовой во многих странах.
Теория и практика показали, что экологическая составляющая является неотъемлемой частью человеческого развития. В основе деятельности Международной комиссии по окружающей среде и развитию и её заключительном докладе «Наше общее будущее» была положена новая триединая концепция устойчивого (эколого-социально-экономического) развития. Всемирный саммит ООН по устойчивому развитию (межправительственный, неправительственный и научный форум) в 2002 году подтвердил приверженность всего мирового сообщества идеям устойчивого развития для долгосрочного удовлетворения основных человеческих потребностей при сохранении систем жизнеобеспечения планеты Земля. Концепция устойчивого развития во многом перекликается с концепцией ноосферы, выдвинутой академиком В. И. Вернадским ещё в середине XX века.
Как отмечает в 2014 году представитель ЮНКТАД по экономическим вопросам Игорь Паунович, «По прошествии шести лет, как разразился глобальный экономический кризис, устойчивая модель роста в мире ещё не выработана».

## Понятие и определения устойчивого развития
Фактически речь может идти не о немедленном прекращении экономического роста вообще, а о прекращении нерационального использования ресурсов окружающей среды на первом этапе. Последнее трудно осуществить в мире растущей конкуренции, роста таких нынешних показателей успешной экономической деятельности как производительность и прибыль. В то же время переход к «информационному обществу» — экономике нематериальных потоков финансов, информации, изображений, сообщений, интеллектуальной собственности — приводит к так называемой «дематериализации» хозяйственной деятельности: уже сейчас объёмы финансовых сделок превышают объёмы торговли материальными товарами в семь раз. Новую экономику двигают не только дефицит материальных (и природных) ресурсов, но во всё большей степени изобилие информации и знаний. Удельная энергоёмкость хозяйственной деятельности продолжает снижаться, хотя общее энергопотребление пока растёт.
Значительное большинство международных организаций системы ООН включило в свою деятельность существенную экологическую составляющую, ориентированную на переход к устойчивому развитию.
Эксперты Всемирного банка определили устойчивое развитие как процесс управления совокупностью (портфелем) активов, направленных на сохранение и расширение возможностей, имеющихся у людей. «Активы» в данном определении включают не только традиционно подсчитываемый физический капитал, но также природный и человеческий капитал. Чтобы быть устойчивым, развитие должно обеспечить рост или, по крайней мере, неуменьшение во времени всех этих активов. Для рационального управления экономикой страны применяется та же логика, что используется для рационального управления личной собственностью.
В соответствии с приведённым определением устойчивого развития главным показателем устойчивости, разработанным Всемирным банком, являются «истинные темпы (нормы) сбережения» или «истинные нормы инвестиций» в стране. Принятые сейчас подходы к измерению накопления богатства не учитывают истощение и деградацию природных ресурсов, таких как леса и нефтяные месторождения, с одной стороны, а с другой — инвестиции в людей — один из самых ценных активов любой страны. При переходе на вычисление истинных темпов сбережений (инвестиций) этот недостаток исправляется корректировкой рассчитываемых традиционными методами темпов сбережений: в сторону уменьшения — путём оценки истощения природных ресурсов и ущерба от загрязнения окружающей среды (потеря природного капитала), и в сторону увеличения — путём учёта возрастания человеческого капитала (прежде всего из-за инвестиций в образование и базовое медицинское обслуживание).
Документ Хартия Земли появился на свет в результате шестилетнего международного диалога для выработки общечеловеческих целей и общих ценностей. Он был подготовлен по инициативе гражданского сообщества и был официально принят на собрании Комиссии Хартии Земли в штабе ЮНЕСКО в Париже в марте 2000 года. Миссией Хартии Земли является пропаганда перехода к устойчивому образу жизни и формированию глобального сообщества, основанного на общих этических устоях, включающих в себя уважение и заботу о всём сообществе живого, принципы экологической целостности, всеобщие права человека, уважение к культурному разнообразию, экономическую справедливость, демократию и культуру мира.

## Триединая концепция устойчивого развития
Концепция устойчивого развития появилась в результате объединения трёх основных точек зрения: экономической, социальной и экологической.

### Экономическая платформа
Экономический подход к концепции устойчивости развития основан на теории максимального потока совокупного дохода Хикса-Линдаля, который может быть произведён при условии сохранения совокупного капитала, с помощью которого и производится этот доход. Эта концепция подразумевает оптимальное использование ограниченных ресурсов и использование экологичных, энергосберегающих технологий, включая добычу и переработку сырья, создание экологически приемлемой продукции, минимизацию, переработку и уничтожение отходов.
Однако при решении вопросов о том, какой капитал должен сохраняться (например, физический или природный, или человеческий капитал) и в какой мере различные виды капитала взаимозамещаемы, а также при стоимостной оценке этих активов, особенно экологических ресурсов, возникают проблемы правильной интерпретации и счёта. Появились два вида устойчивости — слабая, когда речь идёт о неуменьшаемом во времени природном и произведённом капитале, и сильная — когда должен не уменьшаться природный капитал (причём часть прибыли от продажи невозобновимых ресурсов должна направляться на увеличение ценности возобновимого природного капитала).

### Социальная программа
Социальная составляющая устойчивости развития ориентирована на человека и направлена на сохранение стабильности социальных и культурных систем, в том числе, на сокращение числа разрушительных конфликтов между людьми. Важным аспектом этого подхода является справедливое разделение благ. Желательно также сохранение культурного капитала и многообразия в глобальных масштабах, а также более полное использование практики устойчивого развития, имеющейся в недоминирующих культурах. Для достижения устойчивости развития, современному обществу придётся создать более эффективную систему принятия решений, учитывающую исторический опыт и поощряющую плюрализм. Важно достижение не только внутри-, но и межпоколенной справедливости. В рамках концепции человеческого развития человек является не объектом, а субъектом развития. Опираясь на расширение вариантов выбора человека как главную ценность, концепция устойчивого развития подразумевает, что человек должен участвовать в процессах, которые формируют сферу его жизнедеятельности, содействовать планированию, принятию и реализации решений, контролировать их исполнение.

### Экологическая составляющая
С экологической точки зрения устойчивое развитие должно обеспечивать целостность биологических и физических природных систем. Особое значение имеет жизнеспособность экосистем, от которых зависит глобальная стабильность всей биосферы. Более того, понятие «природных» систем и ареалов можно понимать широко, включая в них созданную человеком среду, такую как, например, города. Основное внимание уделяется сохранению способностей к самовосстановлению и динамической адаптации таких систем к изменениям, а не сохранение их в некотором «идеальном» статическом состоянии. Деградация природных ресурсов, загрязнение окружающей среды и утрата биологического разнообразия уменьшают способность экологических систем к самовосстановлению.

### Единство концепций
Согласование этих различных точек зрения и их перевод на язык конкретных мероприятий, являющихся средствами достижения устойчивого развития — задача огромной сложности, поскольку все три элемента устойчивого развития должны рассматриваться сбалансированно. Важны также и механизмы взаимодействия этих трёх концепций. Экономический и социальный элементы, взаимодействуя друг с другом, порождают такие новые задачи, как достижение справедливости внутри одного поколения (например, в отношении распределения доходов) и оказание целенаправленной помощи бедным слоям населения. Механизм взаимодействия экономического и экологического элементов породил новые идеи относительно стоимостной оценки и интернализации (учёта в экономической отчётности предприятий) внешних воздействий на окружающую среду. Наконец, связь социального и экологического элементов вызвала интерес к таким вопросам как внутрипоколенное и межпоколенное равенство, включая соблюдение прав будущих поколений, и участия населения в процессе принятия решений.

#### Индикаторы
Важным вопросом в реализации концепции устойчивого развития — особенно в связи с тем, что она часто рассматривается как эволюционирующая — стало выявление его практических и измеряемых индикаторов (индикаторов устойчивого развития). В этом направлении сейчас работают как международные организации, так и научные круги. Исходя из вышеуказанной триады, такие индикаторы могут связывать все эти три компонента и отражать экологические, экономические и социальные (включая психологические, например, восприятие устойчивого развития) аспекты.
Одним из примеров практически применимых показателей являются индексы устойчивого развития: в экономической, экологической и социальной составляющих. Они могут измеряться и отображаться подобно многофакторным индексам роста, применяемым Всемирным банком. Разработаны ключевые индексы в экономической, экологической, социальной сферах. Также существует механизм практической интеграции этих показателей в систему планирования и оценки на уровне географического региона. Показатели устойчивого развития находят использование и в программно-ориентированном подходе к управлению развитием поселений в роли маркеров, определяющих сбалансированность развития городской системы.
На основе таких индикаторов и индексов присваиваются рейтинги устойчивого развития и публикуются соответствующие рейтинги.

## Устойчивое развитие и традиционная экономика
Появление концепции устойчивого развития подорвало фундаментальную основу традиционной экономики — неограниченный экономический рост. В одном из основных документов Конференции ООН по окружающей среде и развитию (Рио-де-Жанейро, 1992) «Повестке дня на XXI век», в главе 4 (часть 1), посвящённой изменениям в характере производства и потребления, прослеживается мысль, что надо идти дальше концепции устойчивого развития, когда говорится, что некоторые экономисты «ставят под сомнение традиционные понятия экономического роста», и предлагаются поиски «схем потребления и производства, которые отвечают существенным потребностям человечества». В рамках экологической экономики сформулированы теоретические подходы к проблеме прекращения экономического роста без неприемлемых социальных последствий, сторонниками этого подхода для политического продвижения этой концепции в 2004 году создан Центр по развитию стабильной экономики. В работах Германа Дэйли введено понятие «экономика устойчивого состояния», физические компоненты которой ограничены и не изменяются с течением времени. Канадский экономист Петер Виктор предложил интерактивную модель, позволяющую исследовать потенциал для достижения стабильной, но не растущей экономики. Модель демонстрирует, что даже в пределах общепринятых подходов к экономике существуют возможности для достижения устойчивого состояния.
Традиционная экономика утверждает, что максимизация прибыли и удовлетворение потребителей в рыночной системе совместимо с максимизацией благополучия людей и что недостатки рынка можно исправить государственной политикой. Вторая полагает, что краткосрочная максимизация прибыли и удовлетворение индивидуумов-потребителей в конечном итоге приведёт к истощению природных и социальных ресурсов, на которых зиждется благосостояние людей и выживание биологических видов.

### Экономика устойчивого развития
Прогресс экономической науки привёл ко всё большему учёту природного фактора. С одной стороны, большинство традиционных природных ресурсов стали дефицитными. Причём это относится не только к невозобновимым ресурсам, но также и к так называемым возобновимым ресурсам — прежде всего ресурсам экосистем (экосистемным «товарам» и «услугам») и биоразнообразию. Одно из определений устойчивого развития — это неистощительное развитие в долгосрочном, межпоколенном плане. Так как природа является основой жизнедеятельности человека, её истощение и деградация при существующих экономических отношениях негативно сказывается на социальных отношениях, на структуре производства и потребления и способствует росту нищеты. С другой стороны, оказалось, что многие возобновимые природные блага не имеют должной ценности, что является источником их истощения и деградации. В то же время взаимодействие социальных и экологических факторов привело к рассмотрению ещё одного фактора производства — социального капитала.

## Устойчивое развитие территорий
XX век, ставший периодом беспрецедентного роста городов и систем расселения, выявил также потребность человечества в разработке и внедрении принципов УР в области градостроительства и территориального планирования. Соответствующая концепция получила название «устойчивое развитие территорий», подразумевающее под собой «обеспечение при осуществлении градостроительной деятельности безопасности и благоприятных условий жизнедеятельности человека, ограничение негативного воздействия хозяйственной и иной деятельности на окружающую среду и обеспечение охраны и рационального использования природных ресурсов в интересах настоящего и будущего поколений». В таком виде термин попал в Градостроительный кодекс России 2004 года.
Принципы устойчивого развития территорий:
1. В новых населённых пунктах или кварталах городов создаётся гуманная этажность жилых объектов (не выше 5 этажей), планировочные решения учитывают создание удобной транспортной инфраструктуры, лёгкую доступность административных, деловых и торговых центров, социальных учреждений;
2. Застройка ведётся по принципу ячеек, то есть создаются зелёные дворы, детские площадки; деловые кварталы с высотным строительством отделяются от жилых зелёных районов.
3. При создании транспортной инфраструктуры предпочтение отдаётся наиболее приемлемому с экологической точки зрения транспорту (троллейбусы, трамваи, фуникулёры, надземные и наземные электропоезда и т. д.); серьёзное внимание уделяется развитию общественного транспорта; стимулируется и поддерживается пользование велосипедами.
4. Выполняется достоверный расчёт парковочных мест вблизи жилых массивов и административно-деловых центров в привязке к демографическому и экономическому развитию региона;
5. Большое внимание уделяется благоустройству территорий, то есть создаются искусственные водоёмы (где есть возможность), парки, аллеи, обустраиваются набережные и т. п.;
6. Рассчитывается функциональное назначение каждого квартала, с учётом демографических перспектив, региональной экономической специфики (к примеру, промышленные предприятия создаются с учётом розы ветров и других факторов) и даже реалий макроэкономики;
7. При создании инженерной инфраструктуры учитывается возможность использования локальных источников возобновляемой энергии в каждом квартале;
8. Закладывается возможность использования внутридомовых энергосберегающих технологий (устройства для обеспечения естественной вентиляции и освещения) в привязке к возможностям региональной энергосистемы;
9. Создаётся эффективная система водоснабжения и водоотведения (канализация с максимальной первичной очисткой перед сбросом в водоёмы) в комплексе с локальными системами рециркуляции использованной воды, очистки так называемых «серых» вод, то есть использованных в хозяйственных целях;
10. Создаётся система раздельного сбора твёрдых бытовых отходов, максимальной рециркуляции вторичных материалов, прорабатываются удобные для населения схемы по компостированию нетвёрдых бытовых отходов;
11. Архитектурный облик зданий согласовывается с особенностями местного ландшафта, с имеющимися национальными архитектурными традициями.
12. Создание объектов социальной инфраструктуры, необходимой для образовательно-культурного и духовного развития здорового, творчески активного общества, причём с учётом различия возрастных групп и стимуляцией общества к активному взаимодействию.
13. Комплексное решение проблемы с рационализацией сортировки и переработки мусора;
14. Стимуляция отношений, приводящих в движение жизнь сообщества:
  - деловые отношения в рамках сообщества, местный рынок для своих, бартерные отношения;
  - совместные мероприятия: постройка новых домов для членов сообщества, сборы фондов в рамках развития проектов членов сообщества, сборы в рамках медицинской помощи отдельным членам, совместная уборка территорий (субботники), посадка деревьев, фестивали, ярмарки, праздники;
  - постоянные собрания членов коммуны для выработки общей стратегии, решения по вопросам текущей жизни принимаются совместно;
  - местная самоуправляемая демократия.
15. Развитие полноценной местной экономики в рамках небольших сообществ и малого бизнеса, обеспечивающего разнообразие, самоокупаемость и самодостаточность.